# سام إيفانز
سام إيفانز (بالإنجليزية: Sam Evans)‏ (8 فبراير 1904 بغلاسكو في المملكة المتحدة - ) هو لاعب كرة قدم بريطاني في مركز الهجوم. لعب مع نادي ريدنغ ونادي سانت ميرين ونادي يورك سيتي ونادي سكاربورو وBallymena F.C. ‏ ودارلينجتون إف سى ونادي كلايدبانك ‏.